# ألبرت بيركوفيتس
ألبرت بيركوفيتس هو سياسي أمريكي، ولد في 25 يونيو 1910 في غلينز فولز في الولايات المتحدة، وتوفي في 5 مارس 2008 في غرانفيل في الولايات المتحدة. نشط حزبياً في الحزب الجمهوري. وقد انتخب عضو مجلس ولاية نيويورك ‏.